# The KMPlayer
The KMPlayer (производное от Kang Multimedia Player; кор. KM플레이어) — корейский проигрыватель звуковых и видео файлов для Microsoft Windows и macOS, также есть мобильная версия для Android (The KMPlayer VR). The KMPlayer поддерживает практически все существующие мультимедийные форматы, среди которых VCD, DVD, AVI, MKV, Ogg, OGM, 3GP, MPEG-1/2/4, WMV, RealMedia, FLV и QuickTime. Главные особенности — большое количество встроенных (по некоторым данным — иногда с нарушением условий свободных лицензий) кодеков и гибкость настроек. На его основе был создан другой медиаплеер Daum PotPlayer, имеющий большую часть настроек The KMPlayer, похожий интерфейс, но отличающийся от него поддержкой ещё большего количества форматов.

## История
The KMPlayer был первоначально разработан корейским программистом Ган Ёнхи (кор. 강용희) и впервые выпущен им 1 октября 2002 года . 5 марта 2008 года администратор на официальном форуме the KMPlayer объявил о том, что проигрыватель приобретён корейской видеокомпанией Pandora TV (кор. 판도라TV) в августе 2007 года.
В 2018 году появилась версия the KMPlayer для 64-битных операционных систем Windows — KMPlayer 64X.

## Возможности
- Проигрывание потокового и непотокового видео и аудио различных форматов, как открытых, так и закрытых;
- Воспроизведение видео сверхвысокой чёткости в разрешениях 4K, 8K, Ultra High Definition, 60 FPS;
- Встроенные кодеки (в основном используется библиотека libavcodec) позволяющие не засорять систему «лишними» записями в реестре;
- Проигрывание недокачанных и «битых» файлов;
- Возможность хранения настроек как в реестре, так и в файле конфигурации;
- Возможность использовать программу в качестве переносного проигрывателя;
- Поддержка субтитров различных форматов, в том числе .ass;
- Встроенный редактор субтитров;
- Возможность воспроизведения внешней аудиодорожки;
- Возможность использования плагинов для Winamp;
- Есть поддержка обложек («скинов», англ. skins);
- Захват видео (без аудиодорожки или с ней)/аудио из файла;
- Возможность проигрывания определённого отрезка материала (задаются начальная и конечная точки);
- Возможность перевода графического интерфейса на все языки посредством текстовых файлов.

### Специфические видеовозможности
- Возможность выбора обработчика видео;
- Деинтерлейсинг;
- Постобработка — улучшает качество, но увеличивает нагрузку на процессор;
- Настройка резкости и размытия;
- AWarpSharp — значительно увеличивает качество, но создаёт нагрузку на процессор (бо́льшую, чем постобработка);
- Последовательное шумоподавление;
- Объёмное шумоподавление;
- Управление уровнями;
- Поддержка внешних фильтров DScaler;
- Функция замедления/ускорения (по FPS) воспроизведения материала с сохранением тона звука;
- Также цвет видео дорожки зависит от того, какая цветовая гамма содержится в первых кадрах, чтобы это сделать, надо открыть файл не через KMPlayer, а через проводник, щёлкнув на файле правой кнопкой мыши, а затем пункт ‘открыть с помощью KMPlayer’;
- С версии 3.2.0.19 KMP Plus имеется возможность преобразовывать 2D в 3D.

### Специфические аудиовозможности
- Автоматическая нормализация звука — выравнивание уровня громкости аудиосигнала. Это удобно при воспроизведении файлов с чрезмерным перепадом громкости, слишком тихих или неровных записей. Обратная сторона — возможно усиление шума в тихих местах фонограммы, искажение динамического диапазона музыки и т. п.

## Поддерживаемые типы файлов и устройства
- Недокачанные или повреждённые AVI-файлы;
- Заблокированные файлы во время скачивания или наоборот распространения (например, во время индексирования программой для обмена файлами) при условии, что файл скачивается подряд непрерывным куском;
- Потоковое аудио и видео, распространяемое через HTTP (ASF/OGG/MP3/AAC/MPEG PS/MPEG TS воспроизводятся только через внутренние сплиттеры);
- Любой тип мультимедиа, воспроизводимый через DirectShow;
- Async File Source (network) — фильтр кэширования в памяти;
- Сжатые альбомы (ZIP, RAR);
- Shoutcast (включая NSV), Icecast;
- DTS Wave, AC3, AAC, Ogg, Ape, MPC, TTA (True Audio), FLAC, AMR, ALAC, SHN, WV, Module(MOD, S3M, MTM, UMX, XM и IT) и т. д.
- Google Video (GVI), Flash Video (FLV), Nullsoft Streaming Video (NSV), 3GP, VOB;
- Файлы, поддерживаемые связкой интерфейсов Real Engine + DirectShow (требует установленного в системе RealPlayer или Real Alternative или их декодеров);
- Файлы, поддерживаемые связкой интерфейсов QuickTime + DirectShow (требуется QuickTime/Alternative или их декодеры);
- Поддержка движка MPlayer;
- Поддержка плагинов ввода Winamp;
- Воспроизведение DVD, поддержка ratDVD (потребуются фильтры ratDVD);
- Audio CD (2000, только XP);
- Video CD/SVCD/XCD: CDXA Format (2000, только XP);
- VCD Image File (BIN/ISO/IMG/NRG);
- Поддержка устройств WDM TV/HDTV/Камера/Cam и другие;
- Adobe Flash/FLC/FLI;
- Различные изображения, к примеру PNG, GIF;
- Формат MKV, и другие.

## Используемые кодеки
KMPlayer поставляется почти со всеми необходимыми декодерами, требуемыми для воспроизведения мультимедиа.
- видео кодеки: DivX, XviD, Theora, WMV, MPEG-1, MPEG-2, MPEG-4, VP3, VP5, VP6, VP8, H.263(+), H.264 (AVC1), CYUY, ASV1/2, SVQ1/3, MSVIDC, Cinepak, MS MPEG4 V1/2/3, FFV1, VCR1, FLV1, MSRLE, QTRLE Huffyuv, Digital Video, Indeo3, MJPEG, SNOW, TSCC, Dirac, VC-1, RealVideo и т. п.
- аудиокодеки: DTS, LPCM, MP2, MP3, Vorbis, AAC, WMA, ALAC, AMR, QDM2, FLAC, TTA, IMA ADPCM, QCELP, EVRC, RealAudio и т. п.
- внешние кодеки.

## Поддерживаемые форматы субтитров
- Unicode-субтитры;
- SAMI (.sami, .smi): Ruby tag поддерживает практически все атрибуты;
- SubRipText (.srt), MicroDVD (.sub), SMIL/RealText;
- SSA, ASS, USF (поддержка Ruby);
- VobSub, Closed Caption;
- Sasami 2K (S2k);
- Встроенные субтитры форматов файлов ASF, MKV, OGM, MP4, MOV, VOB, 3GP;
- Text-to-speech для чтения субтитров синтезатором речи.

## Плагины
KMPlayer поддерживает следующие типы плагинов Winamp v2/v5: input, DSP/effect, визуализация и general-purpose. Путь, по которому эти плагины можно найти, и соответствующие им настройки, могут быть указаны.
- Плагины WinAmp: ввод, DSP, визуальные, основные плагины (поддержка media library и т. п.);
- Видео-плагины KMP из SDK;
- Поддержка фильтра DScaler.

## KMPlayer и свободные лицензии
В феврале 2009 года проект The KMPlayer был добавлен в «Зал позора» проекта FFmpeg за использование свободных кодеков под лицензиями GNU GPL без соблюдения их условий (в частности, требования распространения исходного кода).
В 2005 году автор Media Player Classic указал разработчикам KMPlayer на возможные нарушения GPL. Один из файлов, созданный им, был удалён (возможно, безотносительно GPL), однако у разработчиков обоих проигрывателей были сомнения в подробностях действия GPL при распространении версий динамически подключаемых библиотек без изменения и их подключении.